# ナースのお仕事
『ナースのお仕事』（ナースのおしごと）は、フジテレビ系列「火曜21時」枠の毎週火曜21:00 - 21:54（JST）に放送されたテレビドラマ。

## シリーズ概要
主人公のドジな新米ナース・朝倉いずみが、笑いあり・涙ありの経験を重ね、一人前の看護婦（現在の法的名称は看護師。本項では以下「看護師」と表記する）・一人の女性として成長していく姿を描く医療コメディドラマ。
いずみを演じた主演の観月ありさと指導役の先輩ナース・尾崎翔子を演じた松下由樹との「あ〜さ〜く〜ら〜!」「せ〜んぱ〜い!」の掛け合いが人気となり、全シリーズを通して高視聴率を獲得。観月・松下の代表作となった。
大島冴子を演じた伊藤かずえの新境地となり、高杉健太郎を演じた藤木直人の名前を高めた作品でもある。
取り巻きナースを演じたふせえり、高田聖子、国分佐智子、患者役で出演した石井正則（アリtoキリギリス）といった、俳優以外の本業で活躍する芸能人の多くを準レギュラーとして配役しているのも特徴。
パート4終了から12年後になる2014年10月31日・11月1日の2夜連続で、新作となる「離島編」「再会編」が放送された。

### シリーズ
- ナースのお仕事（1996年7月2日 - 9月24日）
- ナースのお仕事スペシャル（1997年4月4日）
- ナースのお仕事2（1997年10月14日 - 12月23日）
- ナースのお仕事3（2000年4月11日 - 9月19日）
- ナースのお仕事 ザ・ムービー（2002年5月11日東宝）
- ナースのお仕事4（2002年7月2日 - 9月24日）
- ナースのお仕事 離島編 / 再会編（2014年10月31日・11月1日）

放送時間は全シリーズ通して火曜21:00 - 21:54である（ただし、スペシャルは金曜21:30 - 23:42（『金曜エンタテイメント』枠で放送）、離島編は金曜21:00 - 22:52（『赤と黒のゲキジョー』枠で放送）、再会編は土曜21:00 - 23:10（『土曜プレミアム』枠で放送））。シリーズ後半では番組宣伝のための特番も作られ、メイキングなどが紹介されている。

### 他の医療ドラマとの違い
当作は看護師を主役としているコメディドラマであり、医者もののドラマで重視されるリアリティ路線よりもコメディ要素に重きが置かれている。本作以前の日本の医療ドラマでは医師を主人公としているケースが多く、看護師はドラマの色づけ程度の出演が多かった中で看護師を主役に位置付けた珍しい作品である。
また、本作は入院をしている患者が吐血（第2シリーズ除く）するシーンが多く、各シリーズ第3話では必ず事故による救急処置で大量の患者が搬送されるシーンがある。

### 若葉会総合病院
このストーリーの舞台となる病院で、東京都美晴市 という架空の町にある（パート3では東京都港区中央2-1-10）。
総合病院としてかなりの規模を持ち、各科が揃っている。パート3からは総合看護部が新設されナース強化の体制が取られた。また、パート4の最終回には訪問看護科が新設されている（ただし、後のスペシャル版では訪問看護科は触れられていない）。外科にはナース内部派閥があり、主に翔子派（もしくは翔子・いずみ派）・大島派と分かれている。上原だけはどちらにも属していない中立派。
設定も医療法人系病院とし、大学病院につきものの出世争いは描いておらず、あくまでコミカルな争いである。
パート2では系列に第二病院が登場する。再会編では外科が第一外科・第二外科となっている。

### 舞台装置
大道具・小道具に非常に凝っており、劇中に登場する医療機器は現実に使用されている機器を使用した。パート1が製作された1996年当時に現実の医療機器が舞台装置に使われるのは画期的であり、本作パート1を機としてその後に各局で製作される医療ドラマ（『救命病棟24時』など）でも現実の医療機器が使われるようになった。
2014年の新作「離島編」「再会編」でもその方針は健在であり、近年普及しつつある電子カルテの使用や、看護師たちがサンダルではなくシューズ履きとなっているなど、病院コメディというフィクションの形を保ちつつも医療現場の現実の姿を正確に描いている。

### プロデュース
当作のプロデュースはフジテレビ側ではなく、フリーランスのプロデューサーである大賀文子と、日活出身の両沢和幸の両名が全作を手がけている。大賀は出身のキティ・フィルム退社後、作品契約のフリーランスとして活動していたが、当作の大ヒットにより一躍人気の存在となった。後に大賀は自身の制作プロダクション「ダブルス」を設立しており、パート4からは制作協力としてクレジットされている。

### タイトル名
当初企画段階では「ナイチンガール」と案が出ていたが、視聴者などに分かりやすくするため、医療関係の資料に山ほど出てきた「ナースのお仕事は…」というフレーズから現在の「ナースのお仕事」のタイトルになった。

## その他
- いずみの様々なコスプレも人気の一翼を担った（パート1のキャバクラ嬢、パート2のミニスカサンタなど）。ナンシー関は「観月ありさは日本屈指のコスプレイヤー」と評しており、その後の観月の女優活動にもコスプレが大きな影響を与えている。
- 視聴率は関東地方におけるビデオリサーチ社の調べによる。
- エンディング（主題歌）は全シリーズを通して観月が担当している（ザ・ムービー・スペシャルも含む）。なおザ・ムービーでは朝倉いずみ名義。しかし、パート1-パート3まで全てドラマのラストのイントロ、最後のアレンジが複数のバージョンが存在している。パート4からはイントロも最後のアレンジも同じ。

## 『ナースのお仕事』（パート1）
朝倉いずみ1年目の就職直前から物語が始まる。舞台は若葉会総合病院。新人ナースの朝倉いずみは初日から遅刻、勤務中に私用の電話をしてコールを見逃して患者を急変させ、先輩指導係の尾崎翔子にビンタされるなど失敗の連続。しかしその持ち前の明るさで患者を励まし勇気づけるなど、次第に信頼を得る。翔子もいずみの接しぶりに共感し見守り、2人の間には信頼関係が芽生える。
翔子と沢田俊介、またはいずみを巡る三上博之と水島龍太郎の恋の行方もみどころである。パート1の頃はまだ世間では看護婦と呼ばれていた頃で、ドラマでもナースと呼ばず看護婦と呼ぶ場面が多い。パート3や4と比べるとそのことが露骨にわかる。
今作に登場するいずみと同期の新人ナースである中原真保は第5話まで登場してからナースを辞める形で姿を消すが、その中原を演じた小島聖はその後第12話にて受け付けに現れた女性患者の役で再び登場した。
後のパート2やパート3とは違い、今作に登場する大部屋の常連患者が死亡することは無かった。
ロケ地として、病院の外観および中庭などにはセントマーガレット病院が、病棟など建物内でスタジオ収録以外の部分には聖マリアンナ医科大学横浜市西部病院が使われている。

## 『ナースのお仕事スペシャル』
1997年4月4日放送。舞台は若葉会総合病院。いずみがナースになって1年後。このスペシャルで翔子と沢田が結婚する。また、パート1第5話で一度退職した中原真保が半年ぶりに復帰した。

## 『ナースのお仕事2』（パート2）
舞台は若葉会第二病院になり、ナース2年目(途中)となったいずみの異動から物語が始まる。外科婦長が根本雅子より厳しい山岡美智子に変わり、翔子のライバル・大島冴子も登場し翔子が外科主任となった。また、いずみの次の交際相手で2人目の研修医・牧原耕太郎も登場する。パート1で若葉会総合病院の外科病棟ナースだった福山夕子は退職して屋台居酒屋を開いている。第二病院では翔子と沢田の夫婦関係は当初、いずみと山岡以外秘密ということになっていた。
今作のみ吉行和子演じる根本が登場しない（転じて、根本に相当する役に野際陽子演じる山岡が登場する）。いずみ、翔子、沢田がパート1の「若葉会総合病院」の外科病棟から系列の「若葉会第二病院」の外科病棟へ異動したという設定。パート3以降はいずみ、翔子、沢田、大島が「若葉会総合病院」へ異動（大島以外は復帰。沢田のみパート3まで）して、同病院の外科病棟で働いている。なお、根本がパート3第1話で「最近、若葉会総合病院では予算削減のためいくつかの施設を統廃合致しました」とナースたちに話す場面がある。
今作では大部屋の常連患者の1人である市川太一が最終回にて死亡し、そのため大部屋の常連患者が死亡したのは今作が初めてである。
ロケ地は前作に引き続き、院内のシーンには聖マリアンナ医科大学横浜市西部病院（スタジオ収録以外）を使っている。外観は横浜労災病院。若葉会第二病院の最寄り駅は横浜市営地下鉄ブルーラインの中川駅という設定である。

## 『ナースのお仕事3』（パート3）
舞台は若葉会総合病院に戻る。実年代と同じく2000年4月に物語が始まっている。いずみがナース3年目から5年目（正確には4年目から6年目）を描いた物語である。
物語そのものは翔子・沢田夫婦の間に長女・まりあが誕生するところから始まり（この時点ではいずみが3年目）、ストーリーの本格展開は尾崎翔子が産休から復帰し、その時点で朝倉いずみがナース4年目（正確には5年目）となっており、さらに新人ナースの赤木まどかと研修医の高杉健太郎が初出勤する日から始まる。
パート1から登場し続けているいずみと翔子と沢田の3人が系列の第2病院から総合病院へ戻り、パート2から初登場の大島冴子もまた総合病院に異動となっている。
看護部長兼外科婦長として、パート1終了時点で同ポストだった根本が再登場する。ただし、パート1でレギュラーだった華子・中原・足立らその他のナースは本作からは登場していない。
第1話で根本の口から、いくつかの施設が統廃合されたことが明かされた。
いずみが初めて指導係を担当することになった。しかし、指導をする新人のまどかはわがままで自己中心的な性格でもあった。いずみをはじめナース一同は気が気でならない。本シリーズからいずみの新たな交際相手で3人目の研修医である高杉健太郎と健太郎の指導医である浜野雄一、そして新たな大島取り巻きトリオのナースである上原真弓と工藤幸子と松坂弘子が登場する。また、第14話 - 第16話には健太郎の大学時代の先輩でシリーズで唯一の女医である桂木京子が登場する。そしてさらに第18話から第19話にはいずみの元彼でパート1に出演していた水島が研修を終えた一人前のドクター&健太郎の恋のライバルとして再登場した。一方、パート2の研修医でいずみの恋人役だった牧原は一度も登場しなかった。ただし、第11話でのいずみと翔子が飲酒するシーンで翔子がいずみの過去の恋愛遍歴について語り、「牧原は地方の病院に行ったきりで、音信不通になって（いずみとの恋人関係が）自然消滅になった」と話すシーンがあり、牧原の存在については語られていた。
シリーズおよび火曜9時枠の連続ドラマとしては唯一の2クール作品。第7話では大島が全シリーズ通して唯一、黒メガネ姿から本来の伊藤かずえの姿にチェンジするシーンもあった。同棲し様々な危機を乗り越え、最終的にいずみと健太郎が結婚することになった（大島と浜野も結婚）。健太郎のアメリカ研修から戻ってくるシーンからは、いずみが5年目（正確には6年目）になる。
主要キャストである沢田役の長塚京三はこのシリーズが最後となり、以後沢田は映画版では娘のまりあとアメリカ旅行中、パート4以降では渡米（翔子と離婚）したという設定となっている。
企画の段階で江頭美智留が脚本から降板し、それまでプロデュースを務めていた両沢和幸が脚本・演出にも携わることとなったことによって、微妙に作風が変化した。エンディングに出演者がダンスするという演出が初めて使われたドラマである。
今作に登場する大部屋の常連患者の一部は途中で入れ替わり、全話を通して登場したのは毛利正と斉藤善平の2名である（第17話のみ女性患者の病室が舞台であったため登場していないが、斉藤のみ名前だけ登場した）。
今作に登場する大部屋の常連患者の1人である毛利正が最終回にて死亡した。大部屋の常連患者が死亡したのは前作であるパート2に引き続き2回目となった。
ロケ地は、院内のシーン（スタジオ収録以外）と外観には都立豊島病院が使われている。

## 『ナースのお仕事ザ・ムービー』（映画版）
根本が看護部長専任になっており、新婦長の矢口が着任している。大島が第2子を妊娠中で産休前であった。
劇中でかなりの期間が経過している。ラストで翔子が婦長に、産休から復帰した大島が主任に昇進している。
病院側スタッフの出演者から見ると、パート3の後日談であるが、このすぐ後に放映されたパート4にも尾崎婦長・大島主任の設定がそのまま引き継がれたり、一部の患者が引き続き入院しているところから、パート4の、そう離れていない時期の前日談にも相当している。処置室、ICUは救命病棟24時第二シリーズのセットが使われている。

## 『ナースのお仕事4』(パート4)
朝倉いずみ7年目の途中から物語が始まる。
映画版の終盤で婦長に昇進した尾崎翔子が「新米婦長」と呼ばれ、また、映画版から引き続き登場している患者が複数いることから、映画版の後日談的な側面も強い。一方で、外科病棟ナースがいずみ、翔子、大島以外はすべて入れ替わる（工藤はパート3以来の復帰）という不自然さも生じており、ナースステーションに限っては映画版とはパラレルワールドのような状態になっていた。
翔子が外科婦長に就任するも沢田が渡米することになり、沢田から一緒に付いてくるように頼まれるが婦長に就任したばかりだったためにナースを辞めることができず離婚、新しい外科部長に永島淳平が登場した。また、大島が映画版終盤以来外科主任を務めている。
いずみは今回も指導係を担当するが、前回の赤木まどかとは180度異なり優秀な河合ひろみの指導に、別な意味で苦労する。しかし、一度辞めたひろみを連れ戻すなど少しずつ信頼関係が生まれてくる。また、翔子と永島の間にも恋が芽生えていく。
翔子と沢田の離婚については、第3話において翔子が永島と2人だけのシーンで初めて語られた（第1、2話では沢田の存在に触れられなかった）。なお、沢田はこのシリーズには登場しなかったが、最終回で尾崎に手紙を送るシーンがある。
最後にはいずみと健太郎は健太郎の母・美鈴の看病のため若葉会総合病院を去り、美鈴の故郷に診療所を開業する。
パート2やパート3とは違い、大部屋の常連患者が死亡することは無かった。
ロケ地は、スタジオ収録の院内シーンを除き東海大学医学部付属八王子病院が使われている。
劇中の年は明確にされていないが、第1話での婦長室のカレンダーが放送当時の2002年のものになっていた。このことからすると、2000年放映のパート3でいずみが4年目だったことと矛盾が生じている。一方で、患者の入院年月日の年の欄の記載が劇中では省略された。

## 『ナースのお仕事・離島編』 / 『ナースのお仕事・再会編』
離島編
再会編
パート1 - 3の放送当時の法的呼称は「看護婦」であり、パート4放送当時はすでに「看護師」と呼称が改められていたがあまり浸透していなかった。今作放送時は「看護師」の呼称もかなり浸透し、劇中内でもこれに合わせて看護師の呼称が使われた。従って、看護婦長の呼称も看護師長に変わっていた。また、ナースキャップも現在では使われなくなったため、これも同様に合わせて劇中では使われなかった。ただし、いずみのみ最初は高杉診療所から持参してきたナースキャップをかぶっていた。
中盤から永島が翔子に告白するまでが描かれており、クライマックスではプロポーズをし、成就する。
ロケ地として、国立成育医療研究センターが協力している。

## 登場人物

### 看護師（主要人物）
朝倉いずみ（あさくら いずみ）
演 - 観月ありさ
本作の主人公。
東京へ出て遊びたいという理由でいろいろな短大や専門学校を受験するが、ほとんど不合格となり唯一合格した看護学校に入学し上京する。だが、自分の考えとは逆に全く遊べないまま卒業し、若葉会総合病院に就職する。
尾崎翔子（おざき しょうこ）
演 - 松下由樹
本作の準主人公。
いずみが看護学校の卒業祝いのコンパに参加した際、酒の飲み過ぎで倒れて若葉会総合病院に担ぎ込まれた際に担当ナースとしていずみと出会う。その後、若葉会総合病院に就職したいずみの指導係になるが、いずみのドジに振り回される。いずみとの出会いがきっかけで、技術一点張りだった仕事の仕方に変化が見られるようになる。いずみを怒鳴る際は必ず「あ〜さ〜く〜ら〜!」と一音ずつ発する。

### 看護師（その他）
根本雅子（ねもと まさこ）
演 - 吉行和子
若葉会総合病院外科婦長→外科婦長兼看護部長→看護部長。
大島冴子（おおしま さえこ）
演 - 伊藤かずえ
翔子の同期であり、ライバルにあたる。
山岡美智子（やまおか みちこ）
演 - 野際陽子
若葉会第二病院外科婦長。
根本と同期とされており、根本とは違いナースに物静かな厳しさを見せている。
赤木まどか（あかぎ まどか）
演 - 神田うの
いずみが初めて指導した新人ナース。
河合ひろみ（かわい ひろみ）
演 - 安達祐実
いずみが2人目に指導した新人ナース。

### ドクター
沢田俊介（さわだ しゅんすけ）
演 - 長塚京三
外科部長、水島・牧原の指導医。
かなりの優秀な腕の持ち主で、患者からの信頼を得ている。研修医には時々厳しく接する。
浜野雄一（はまの ゆういち）
演 - 石原良純
健太郎の指導医。
健太郎に厳しく接し、仕事に対して行き過ぎとも言える貪欲さを見せる健太郎とは時たま衝突することもあるが、本心では健太郎の将来を期待し、健太郎を信頼している。ナースに対してもやや厳しい面がある。出世欲が強い。また沢田が渡米してから永島が赴任するまでの間、次期外科部長候補は自分しかいないと健太郎を中心に話していた。
永島淳平（ながしま じゅんぺい）
演 - 益岡徹
渡米した沢田の後任の外科部長。
沢田同様、優秀な腕のいい持ち主で沢田以上に患者とのコミュニケーションを大切にしている。

### 研修医
水島龍太郎（みずしま りゅうたろう）
演 - 岡田浩暉
いずみが交際した最初の研修医。
牧原耕太郎（まきはら こうたろう）
演 - 松岡昌宏（TOKIO）
いずみが交際した2人目の研修医。
高杉健太郎（たかすぎ けんたろう）
演 - 藤木直人
いずみが交際した3人目の研修医。

## スタッフ
- パート1
  - 脚本 - 江頭美智留
  - 音楽 - 鴨宮諒
  - 演出 - 岩本仁志、樋口徹、林徹
  - 主題歌 - 観月ありさ「PROMISE to PROMISE」
  - 演出補 - 日比野朗、稲葉正宏
  - キャスティング - 多治見薫
  - 音楽プロデューサー - 向井達也
  - 医療監修 - 中島清隆（恵比寿クリニック）
  - 協力 - 砧スタジオ、バスク、にっかつ撮影所、聖マリアンナ医科大学・横浜市西部病院、ジャンプ、麻生リース
  - プロデュース - 大賀文子、両沢和幸
  - プロデュース補 - 吉川恵美子、仲野尚之
  - 制作著作 - フジテレビ
- スペシャル
  - 脚本 - 江頭美智留
  - 音楽 - 鴨宮諒
  - 演出 - 岩本仁志
  - 主題歌 - 観月ありさ「PROMISE to PROMISE」（COLUMBIA）
  - 演出補 - 稲葉正宏、川村泰祐、平井秀樹、雨宮美佐
  - 音楽プロデューサー - 向井達也
  - 医療監修 - 中島清隆（恵比寿クリニック）
  - 協力 - 砧スタジオ、バスク、アスカロケリース、ジョイカンパニー
  - プロデュース - 大賀文子、両沢和幸
  - プロデュース補 - 多治見薫、菊地裕幸
  - 制作著作 - フジテレビ
- パート2
  - 脚本 - 江頭美智留
  - 音楽 - 鴨宮諒
  - 演出 - 岩本仁志、武内英樹、林徹
  - 主題歌 - 観月ありさ「Days」
  - 演出補 - 日比谷朗、森保伸二、川村泰祐、平井秀樹、阿部雅和
  - 音楽プロデューサー - 向井達也
  - 医療監修 - 中島清隆（恵比寿クリニック）、朝比奈完（中野サンブライトクリニック）
  - 協力 - 砧スタジオ、バスク、ビデオフォーカス、聖マリアンナ医科大学横浜市西部病院、中野サンブライトクリニック、横浜労災病院、サニー企画、ジョイカンパニー
  - プロデュース - 大賀文子、両沢和幸
  - プロデュース補 - 多治見薫、菊地裕幸
  - 制作著作 - フジテレビ
- パート3
  - 脚本・演出・プロデュース - 両沢和幸
  - 脚本 - 橋部敦子、金子ありさ
  - 音楽 - 鴨宮諒
  - 演出 - 岩本仁志、木村達昭、木下高男、平野眞、平井秀樹、林徹
  - 主題歌 - 観月ありさ
    - 「BREAK ALL DAY!」（1話 - 14話）（avex tune）※2015年2月のフジテレビTWOにおける再放送時は別音楽に差し替えられ、エンドロールにおける曲名もモザイクが施された。
    - 「女神の舞」（15話 - 24話 ）（avex tune）

  - 演出補 - 初山恭洋、平井秀樹、川村泰祐、阿部雅和、洞功二、山本幸治
  - 制作担当 - 坂本忠久、森太郎
  - 音楽プロデュース - 向井達也
  - 音楽コーディネーター - 桑名裕子
  - 医療監修 -朝比奈完（中野サンブライトクリニック）
  - 協力 - バスク、砧スタジオ、サニー企画、コンティニュー
  - ロケ協力 - 都立豊島病院
  - プロデュース - 大賀文子
  - プロデュース補 - 多治見薫、林知幸
  - 制作著作 - フジテレビ
- パート4
  - 脚本・演出・プロデュース - 両沢和幸
  - 脚本 - 橋部敦子、金子ありさ、飯野陽子
  - 音楽 - 鴨宮諒
  - 演出 - 平井秀樹、初山恭洋
  - 主題歌 - 観月ありさ「Love Potion」
  - 演出補 - 初山恭洋、阿部雅和、松川貴志
  - EDダンス振り付け - 椛島永次
  - オープニングCG - 木下良仁（東京現像所）
  - 制作担当 - 萩原満
  - 制作主任 - 関浩紀
  - 音楽プロデューサー - 向井達也
  - 音楽コーディネーター - 桑名裕子
  - 医療監修 -朝比奈完（中野サンブライトクリニック）
  - 協力 - バスク、砧スタジオ、サニー企画、コンティニュー
  - ロケ協力 - 東海大学附属八王子病院
  - プロデュース - 大賀文子、多治見薫
  - プロデュース補 - 榊原妙子
  - 制作著作 - フジテレビ
- 離島編 / 再会編
  - 脚本・演出（離島編）・プロデュース - 両沢和幸
  - 音楽 - 鴨宮諒
  - 演出（再会編） - 阿部雅和
  - 主題歌 - 観月ありさ[8]
    - 「わたし」（離島編）（avex tune）
    - 「Heroines!」（再会編）（avex tune）

  - 医療監修 -朝比奈完（中野サンブライトクリニック）
  - ロケ協力 - 新島・式根島ロケーションボックス、新島村、国立成育医療研究センター　ほか
  - 協力 - バスク、BEENS、ロケット、砧スタジオ、スポット、コンティニュー
  - プロデュース - 大賀文子、大木綾子
  - 制作著作 - フジテレビ

## 受賞歴
- パート1（1996年）
  - 第10回ザテレビジョンドラマアカデミー賞[9]
    - ベストドレッサー賞（観月ありさ）

## 放送日程

### パート1（1996年）
- 放送期間：1996年7月2日 - 9月24日
- 放送時間：火曜21:00 - 21:54。

| 各話                                                           | 放送日        | サブタイトル                     | 脚本       | 演出     | 視聴率 |
| -------------------------------------------------------------- | ------------- | -------------------------------- | ---------- | -------- | ------ |
| 第1話                                                          | 1996年7月02日 | やっぱりダメですか? こんな看護婦 | 江頭美智留 | 岩本仁志 | 16.8%  |
| 第2話                                                          | 7月09日       | 私、辞めます! この仕事           | 江頭美智留 | 岩本仁志 | 16.6%  |
| 第3話                                                          | 7月16日       | 看護婦増やせ! 夜勤を減らせ!      | 江頭美智留 | 樋口徹   | 14.9%  |
| 第4話                                                          | 7月23日       | 私患者やります!                  | 江頭美智留 | 樋口徹   | 14.9%  |
| 第5話                                                          | 7月30日       | 死なないで!                      | 江頭美智留 | 岩本仁志 | 16.3%  |
| 第6話                                                          | 8月06日       | 医師vs看護婦                     | 江頭美智留 | 林徹     | 18.4%  |
| 第7話                                                          | 8月13日       | 先輩辞めないで!                  | 江頭美智留 | 林徹     | 14.4%  |
| 第8話                                                          | 8月20日       | 初めての手術                     | 江頭美智留 | 樋口徹   | 17.4%  |
| 第9話                                                          | 8月27日       | 婦長になりたい!                  | 江頭美智留 | 林徹     | 16.6%  |
| 第10話                                                         | 9月03日       | VIPの入院                        | 江頭美智留 | 岩本仁志 | 19.8%  |
| 第11話                                                         | 9月10日       | 独り立ちします!                  | 江頭美智留 | 樋口徹   | 18.5%  |
| 第12話                                                         | 9月17日       | 告知しますか                     | 江頭美智留 | 林徹     | 16.9%  |
| 最終話                                                         | 9月24日       | 看護免許を取消します!            | 江頭美智留 | 岩本仁志 | 22.1%  |
| 平均視聴率 17.2%（視聴率はビデオリサーチ調べ、関東地区・世帯） |               |                                  |            |          |        |

### スペシャル（1997年）
| 放送日       | 脚本       | 演出     |
| ------------ | ---------- | -------- |
| 1997年4月4日 | 江頭美智留 | 岩本仁志 |

### パート2（1997年）
- 放送期間：1997年10月14日 - 12月23日
- 放送時間：火曜21:00 - 21:54。ただし、初回と最終回は21:00 - 22:24（84分に拡大）。
- キャッチコピーは「熱闘!!ナースステーション。」。

| 各話                                                           | 放送日         | サブタイトル                                              | 脚本       | 演出     | 視聴率 |
| -------------------------------------------------------------- | -------------- | --------------------------------------------------------- | ---------- | -------- | ------ |
| 第1話                                                          | 1997年10月14日 | いずみ! カムバック 新しい病院では最悪の出会いが待っていた | 江頭美智留 | 岩本仁志 | 20.7%  |
| 第2話                                                          | 10月21日       | 先輩! コンビ復活                                          | 江頭美智留 | 岩本仁志 | 20.5%  |
| 第3話                                                          | 10月28日       | えっ! ボイコット                                          | 江頭美智留 | 武内英樹 | 17.8%  |
| 第4話                                                          | 11月04日       | 主任は絶対尾崎君                                          | 江頭美智留 | 岩本仁志 | 20.1%  |
| 第5話                                                          | 11月11日       | ドクター牧原誕生                                          | 江頭美智留 | 武内英樹 | 18.1%  |
| 第6話                                                          | 11月18日       | キスしてあげる!                                           | 江頭美智留 | 林徹     | 17.1%  |
| 第7話                                                          | 11月25日       | いずみ倒れる!!                                            | 江頭美智留 | 岩本仁志 | 18.3%  |
| 第8話                                                          | 12月02日       | えっ注射恐怖症!?                                          | 江頭美智留 | 林徹     | 17.5%  |
| 第9話                                                          | 12月09日       | 婦長のロマンス!                                           | 江頭美智留 | 岩本仁志 | 18.2%  |
| 第10話                                                         | 12月16日       | 主任は、私よ!                                             | 江頭美智留 | 林徹     | 19.6%  |
| 最終話                                                         | 12月23日       | さよなら、いずみちゃん                                    | 江頭美智留 | 岩本仁志 | 21.1%  |
| 平均視聴率 19.2%（視聴率はビデオリサーチ調べ、関東地区・世帯） |                |                                                           |            |          |        |

### パート3（2000年）
- 放送期間：2000年4月11日 - 9月19日
- 放送時間：火曜21:00 - 21:54。
- キャッチコピーは「2000年4月、世間を笑いと涙に包んだ史上最強のドジナース、あの朝倉いずみが帰ってきた!!」

| 各話                                                           | 放送日        | サブタイトル                           | 脚本              | 演出     | 視聴率 |
| -------------------------------------------------------------- | ------------- | -------------------------------------- | ----------------- | -------- | ------ |
| 第1話                                                          | 2000年4月11日 | ナース4年目! 朝倉いずみに強敵現わる    | 両沢和幸          | 岩本仁志 | 22.7%  |
| 第2話                                                          | 4月18日       | 指導係失格! いずみVSまどか大乱闘!      | 金子ありさ        | 岩本仁志 | 19.7%  |
| 第3話                                                          | 4月25日       | まりあ! ママを許して…!                 | 橋部敦子          | 木村達昭 | 21.2%  |
| 第4話                                                          | 5月02日       | ナースに何が判る                       | 両沢和幸          | 岩本仁志 | 19.7%  |
| 第5話                                                          | 5月09日       | 一緒に暮らそう!                        | 金子ありさ        | 木村達昭 | 18.8%  |
| 第6話                                                          | 5月16日       | 先輩ミスしたの?                        | 橋部敦子          | 岩本仁志 | 16.5%  |
| 第7話                                                          | 5月23日       | 夢の結婚退職!?                         | 橋部敦子          | 木村達昭 | 18.2%  |
| 第8話                                                          | 5月30日       | モデルになりたい                       | 金子ありさ        | 木下高男 | 18.0%  |
| 第9話                                                          | 6月06日       | 仲直りのキス?                          | 両沢和幸          | 木村達昭 | 18.4%  |
| 第10話                                                         | 6月13日       | クビになっちゃう                       | 橋部敦子          | 平井秀樹 | 19.4%  |
| 第11話                                                         | 6月20日       | あ〜バレちゃった                       | 金子ありさ        | 岩本仁志 | 18.1%  |
| 第12話                                                         | 6月27日       | もう別れました!                        | 金子ありさ        | 木村達昭 | 18.9%  |
| 第13話                                                         | 7月04日       | 私、主任やります                       | 橋部敦子          | 岩本仁志 | 18.9%  |
| 第14話                                                         | 7月11日       | ドクター京子登場                       | 両沢和幸          | 両沢和幸 | 17.5%  |
| 第15話                                                         | 7月18日       | この浮気者!!                           | 金子ありさ        | 平井秀樹 | 20.7%  |
| 第16話                                                         | 7月25日       | 私ドクターになる                       | 橋部敦子          | 岩本仁志 | 21.5%  |
| 第17話                                                         | 8月01日       | 私が育てたナース                       | 橋部敦子          | 木村達昭 | 19.9%  |
| 第18話                                                         | 8月08日       | プロポーズ大作戦                       | 金子ありさ        | 岩本仁志 | 17.2%  |
| 第19話                                                         | 8月15日       | 行かないでくれ!                        | 橋部敦子          | 岩本仁志 | 16.2%  |
| 第20話                                                         | 8月22日       | ようこそ学生さん                       | 金子ありさ        | 平野眞   | 19.2%  |
| 第21話                                                         | 8月29日       | 先輩がフリン?                          | 両沢和幸          | 林 徹    | 18.8%  |
| 第22話                                                         | 9月05日       | 新カップル誕生?                        | 橋部敦子          | 林 徹    | 20.5%  |
| 第23話                                                         | 9月12日       | シングルマザー!                        | 金子ありさ        | 平井秀樹 | 19.5%  |
| 最終話                                                         | 9月19日       | フルモデルチェンジ! 私、仕事に生きます | 両沢和幸 橋部敦子 | 両沢和幸 | 21.2%  |
| 平均視聴率 19.2%（視聴率はビデオリサーチ調べ、関東地区・世帯） |               |                                        |                   |          |        |

- 第1話、3話、8話、15話はナイター中継延長のため21:30から放送。

### パート4（2002年）
- 放送期間：2002年7月2日 - 9月24日
- 放送時間：火曜21:00 - 21:54。
- キャッチコピーは「患者のみなさま、お・ま・た・せ！」

| 各話                                                           | 放送日        | サブタイトル | 脚本                | 演出     | 視聴率                          |
| -------------------------------------------------------------- | ------------- | --- | ------------------- | -------- | ------------------------------- |
| 第1話                                                          | 2002年7月02日 | いずみピンチ! 姑と新人ナースに大奮闘                                                                                                 | 橋部敦子            | 平井秀樹 | 19.5%                           |
| 第2話                                                          | 7月09日       | スーパー指導係? | 金子ありさ          | 平井秀樹 | 18.6%                           |
| 第3話                                                          | 7月16日       | 完璧なナース!? | 橋部敦子 両沢和幸   | 両沢和幸 | 17.4%                           |
| 第4話                                                          | 7月23日       | 私の素敵な旦那様 | 金子ありさ          | 両沢和幸 | 15.6%                           |
| 第5話                                                          | 7月30日       | 俺は天才外科医だ | 金子ありさ          | 平井秀樹 | 15.6%                           |
| 第6話                                                          | 8月06日       | 健太郎殴られる! | 飯野陽子            | 両沢和幸 | 17.3%                           |
| 第7話                                                          | 8月13日       | ラーメン大好き! | 金子ありさ          | 初山恭洋 | 16.1%                           |
| 第8話                                                          | 8月20日       | ママなんか大嫌い | 橋部敦子            | 平井秀樹 | 18.1%                           |
| 第9話                                                          | 8月27日       | ナースはいらない | 金子ありさ          | 平井秀樹 | 16.2%                           |
| 第10話                                                         | 9月03日       | ラブラブ大ピンチ | 両沢和幸            | 初山恭洋 | 17.0%                           |
| 第11話                                                         | 9月10日       | ヤキモチドクター | 金子ありさ          | 両沢和幸 | 17.0%                           |
| 第12話                                                         | 9月17日       | 結婚してください! | 金子ありさ          | 平井秀樹 | 17.6%                           |
| 最終話                                                         | 9月24日       | さよなら…若葉会ドジナース朝倉いずみ7年目の決意! 再婚話に揺れる尾崎翔子! 母のオペに挑む健太郎! 今よみがえる思い出と伝説のドジシーン!! | 両沢和幸 金子ありさ | 両沢和幸 | 14.9%（本放送） 13.6%（再放送） |
| 平均視聴率 17.0%（視聴率はビデオリサーチ調べ、関東地区・世帯） |               | |                     |          |                                 |

#### プロ野球中継問題
最終回スペシャルは2002年9月24日の21:00 - 23:08の放送予定だったが、この前の時間帯に放送されていたプロ野球・読売ジャイアンツ（巨人）のセ・リーグ優勝決定試合「阪神×巨人」（阪神甲子園球場）の中継（関西テレビ制作）が2時間30分にもおよぶ大幅な延長のために、23:30 - 翌1:38の深夜にずれ込む異常事態になった。深夜放映ながらも14.9%の高視聴率を獲得するも、この処置によって14,000件もの苦情がフジテレビに殺到した。もともと巨人の優勝決定試合ということで世間の関心が高く、平均29.1%、瞬間最高42.9%の視聴率を記録したため、本局側は「延長しなかったら（プロ野球ファン・巨人ファンを含めて）もっと苦情が来る」と正当性を主張した（他局関係者からも、フジテレビのこの中継延長に賛同する声が上がった）が、結局低年齢の視聴者のことなどを踏まえ、本局では土曜日である9月28日の15:30 - 17:25（『土曜ワイド』枠）に最終回の再放送を行った（その他の系列局でも同時刻の再放送、もしくは後日再放送が行われた）。この再放送も13.6%の視聴率を獲得した（関東地区）。

### 離島編 / 再会編（2014年）
- 放送期間：2014年10月31日 - 11月1日
- 放送時間1：離島編・金曜21:00 - 22:52
- 放送時間2：再会編・土曜21:00 - 23:10
- キャッチコピーは「不滅のコンビ復活!!」

| 各話   | 放送日         | サブタイトル | 脚本     | 演出     | 視聴率 |
| ------ | -------------- | --- | -------- | -------- | ------ |
| 離島編 | 2014年10月31日 | あさくら!せんぱい!名コンビが12年振りに復活! 式根島を舞台に感動の再会! みんなを明るい笑顔で元気にしていきます                | 両沢和幸 | 両沢和幸 | 14.3%  |
| 再会編 | 11月01日       | あさくら!せんぱい!再び東京の病院で名コンビが大活躍! いずみの珍作戦であの2人が遂に…まさかの大感動! お馴染みのキャラも勢揃い! | 両沢和幸 | 阿部雅和 | 12.6%  |

| フジテレビ系 火曜21時枠連続ドラマ              | フジテレビ系 火曜21時枠連続ドラマ             | フジテレビ系 火曜21時枠連続ドラマ                |
| 前番組                                         | 番組名                                        | 次番組                                           |
| ---------------------------------------------- | --------------------------------------------- | ------------------------------------------------ |
| みにくいアヒルの子 （1996年4月16日 - 6月25日） | ナースのお仕事 （1996年7月2日 - 9月24日）     | こんな私に誰がした （1996年10月15日 - 12月17日） |
| 月の輝く夜だから （1997年7月1日 - 9月16日）    | ナースのお仕事2 （1997年10月14日 - 12月23日） | きらきらひかる （1998年1月13日 - 3月17日）       |
| お見合い結婚 （2000年1月11日 - 3月21日）       | ナースのお仕事3 （2000年4月11日 - 9月19日）   | 編集王 （2000年10月10日 - 12月19日）             |
| 整形美人。 （2002年4月9日 - 6月25日）          | ナースのお仕事4 （2002年7月2日 - 9月24日）    | ダブルスコア （2002年10月8日 - 12月17日）        |

| フジテレビ系 赤と黒のゲキジョー                               | フジテレビ系 赤と黒のゲキジョー                            | フジテレビ系 赤と黒のゲキジョー                   |
| 前番組                                                        | 番組名                                                     | 次番組                                            |
| ------------------------------------------------------------- | ---------------------------------------------------------- | ------------------------------------------------- |
| 山村美紗サスペンス 赤い霊柩車34 偽りの代償 （2014年10月24日） | 2夜連続特別ドラマ ナースのお仕事 離島編 （2014年10月31日） | 森村誠一女のサスペンス 海の斜光 （2014年11月7日） |
| フジテレビ系 土曜プレミアム                                   |                                                            |                                                   |
| 映画・RED/レッド （2014年10月25日）                           | 2夜連続特別ドラマ ナースのお仕事 再会編 （2014年11月1日）  | IPPONグランプリ （2014年11月8日）                 |

## ナースのお仕事 ザ・ムービー
基本的にはパート3の後日談だが、スケジュールの都合でナースやドクターの一部が入れ替わっている。ロケ・収録地は、日活撮影所・自治医科大学付属さいたま医療センター（朝倉が窓から顔出しをするシーンなど）・杏林大学付属病院（建物外観）・銃で撃たれた朝倉と吐血して倒れた沖田総一郎が運ばれた処置室のシーン、美晴警察署が捜査本部として使用したICUのセットは『救命病棟24時（第2シリーズ）』の港北医大救命救急センターとして使われたセットと同じである。

### キャスト
公開された2002年は日韓共催で行われたFIFAワールドカップの年ということもあり、患者の多くの名前は当時の日本代表サッカー選手から採られている。
- 猿渡剛（犯人） - ウド鈴木（キャイ〜ン）
- 熊野刑事 - 蟹江敬三
- 長谷川刑事 - 春田純一
- 大屋刑事 - 内田健介
- 沖田総一郎 - 原田龍二
- 沖田の教え子（シュンスケ、ヒデ、シンジ） - w-inds.（千葉涼平・橘慶太・緒方龍一）
- 早坂由香里（看護学生） - 上原多香子
- トモミ（看護学生） - 林知花
- 川口潤一（患者） - 森下能幸
- 小野浩（患者） - まいど豊
- 柳沢直泰（患者） - 瀬戸陽一朗
- 報道番組キャスター - 福井謙二（フジテレビアナウンサー）
- 報道番組リポーター - 城ヶ崎祐子
- サッカー試合中継アナウンサー - 青嶋達也（フジテレビアナウンサー）

### スタッフ
- 監督・脚本・プロデューサー - 両沢和幸
- 音楽 - 鴨宮諒
- 主題歌 - 朝倉いずみ with ナースのお仕事「VACATION」
- 企画 - 大多亮、関一由、尾越浩文
- 製作 - 亀山千広
- 製作総指揮 - 宅間秋史
- プロデューサー - 大賀文子、三田美奈子、棚橋裕之
- 音楽プロデューサー - 向井達也
- 助監督 - 谷口正行、斉藤博士、阿部雅和
- プロデューサー補 - 多治見薫
- 製作担当 - 森太郎
- 医療監修 -朝比奈完（中野サンブライトクリニック）
- 製作 - フジテレビ
- 配給 - 東宝

## DVD・VHS
- ナースのお仕事【全4巻・Vol.1 - 4】
- ナースのお仕事スペシャル
- ナースのお仕事2【全4巻・Vol.1 - 4】
- ナースのお仕事3【全8巻・Vol.1 - 8】
- ナースのお仕事 ザ・ムービー
- ナースのお仕事4【全5巻・Vol.1 - 5】

## CD
以下の5作品が発売されている。
- ナースのお仕事 オリジナル・サウンドトラック
- ナースのお仕事2 オリジナル・サウンドトラック
- ナースのお仕事3+ベスト オリジナル・サウンドトラック
- ナースのお仕事ザ・ムービー オリジナル・サウンドトラック
- ナースのお仕事4 オリジナル・サウンドトラック

## 書籍
- ナースのお仕事
- ナースのお仕事2
- ナースのお仕事3-I
- ナースのお仕事3-II
- ナースのお仕事ザ・ムービー
- ナースのお仕事4

## 関連作品
- 看護婦アカデミー ｰ 本作と同様に看護師（看護婦）を主人公にした内容であり、コメディ要素が含まれているドラマ。
- 熱っぽいの! ｰ 本作と同様に看護師（看護婦）を主人公にした内容であり、コメディ要素が含まれているドラマ。
- 天使のお仕事 - 本作とは姉妹関係にある派生作品で、修道女をテーマに1999年1月期に水曜21時枠で放送された。出演者にスター・システムを採用。観月が演じる主人公の阿部まりあの「まりあ」という名は本作パート3で誕生した尾崎・沢田夫妻の長女に名付けられている。
- 救命病棟24時 - 天使のお仕事と同時期に第1シリーズが放送された（時間枠は本作と同じ火曜21時枠）。第1シリーズのチーフディレクターは、本作のパート1 - 3のチーフディレクターの岩本仁志が務めた。本作では描かれなかった、迫力のある医療描写や医療スタッフ・患者の間で交錯する人間関係など、現実性（リアリティ）と社会派ドラマを追求した構成となっている。
- ナースマン・ナースマンがゆく - 日本テレビ系ドラマ。主演の松岡を含めた出演者、スタッフ、ロケ地など様々な関係のある作品となっている。
- ドールハウス - TBS系ドラマ。両沢がメイン脚本を務めており、かつ主演の松下を含めた本作のレギュラー出演者が多数出演している。
- BABY BABY BABY! -ベイビィ ベイビィ ベイビィ- - 両沢が脚本・監督、鴨宮が音楽を担当し、観月、松下、神田が妊婦役を演じる映画で本作の出演者が多数出演している。フジテレビが制作に携わっているが、配給は「ザ・ムービー」の東宝ではなく2005年に観月主演の「鳶がクルリと」を製作した東映。
- 幸せになりたい! - TBS系ドラマ。第4話でスペシャルドラマの企画を考えるシーンで、ひかり（深田恭子）が「先輩ナースの意地悪に耐えるドジナースの物語」という提案をするが、永井（松下）が「意地悪な先輩ナースというのが…」とツッコミを入れている。この場面ではテーマ曲が流された。
- 鬼龍院花子の生涯 - テレビ朝日系ドラマ。観月と岡田が本作同様恋人役を演じた。
- 家族法廷 - BS朝日ドラマ。長塚の主演の同作第7話に本作で夫婦役を演じた松下がゲスト出演、本作パート3以来11年ぶりの共演となった。
- 白衣の戦士! - 日本テレビ系ドラマ。本作と同様に看護師を主人公にした内容で、コメディ要素が含まれているドラマ。
- 警視庁ゼロ係〜生活安全課なんでも相談室〜 - テレビ東京系のドラマシリーズ。松下と安達が第1シリーズから共演している。

## ロケ地となった病院
- セントマーガレット病院（ナースのお仕事のロケ地）
- 横浜労災病院（ナースのお仕事2のロケ地）
- 聖マリアンナ医科大学横浜市西部病院（ナースのお仕事・スペシャル・ナースのお仕事2の院内のロケ地）
- 東京都保健医療公社豊島病院（当時は「東京都立豊島病院」、ナースのお仕事3のロケ地）
- 自治医科大学附属さいたま医療センター（当時は「自治医科大学附属大宮医療センター」、ザ・ムービーのロケ地）
- 杏林大学病院（ザ・ムービーのロケ地）
- 東海大学医学部付属八王子病院（ナースのお仕事4のロケ地）
- 国立成育医療研究センター（ナースのお仕事 再会編のロケ地）

## 時系列と不整合
- 現実の日時と劇中のそれとが大きく異なる場合がある。パート1は7月に放映開始されたが、初期は4月前後の話である。また、パート3の最終回中で1年が経過している。
- 1996年に放映されたパート1が朝倉いずみ1年目、翌1997年春のスペシャルではほぼ満1年頃、同年のパート2では2年目の途中からを描いているが、2000年のパート3では4年目(ただし、最終回で1年間が経過しているので、ラストシーンでは2001年に入っており5年目ということになる)となっており矛盾している。前述のとおりこの年は劇中でも現実と同じく2000年であることが描かれている。
- 2002年に放映されたパート4では7年目となっており、ここではパート1などとの矛盾は生じていない。
- パート4では尾崎まりあは4歳になっているが、パート3初回では「首がすわったばかり」(沢田の台詞から)の0歳児であり、いずみの職歴年数と比較すると、ここでも矛盾が生じている。